# Martie Maguire
Martha "Martie" Elenor Erwin (Pensilvânia, 12 de outubro de 1969) é uma cantora e musicista norte-americana, conhecida por fundar a banda de música country Dixie Chicks.